# رنا سمارة
رنا سمارة (من مواليد عام 1985) هي كاتبة أردنيّة تعيشُ في مدينة دبي حيث تعملُ كاتبة تقنيّة (عن بُعد) في شركة برمجيات تتخذُ من عمّان مقرًا لها. درست رنا اللغات الإسبانية والإنجليزية في الجامعة الأردنية. تنشر رنا مقالاتها في عددٍ من المواقع على النت كما تنشطُ عبر مواقع التواصل الاجتماعي وتكتبُ بعض النصوص في مدوّنتها. صدر لسمارة عددٌ من الكتب والروايات لعلَّ أبرزها رواية «أنتِ في عيوني» التي صدرت عن دار أزمنة للنشر والتوزيع في وقتٍ ما من عام 2009.

## الحياة المبكّرة والتعليم
وُلدت رنا سمارة في العاصمة الأردنيّة عمان عام 1985 وهناك ترعرعت وعاشت. تخصَّصت سمارة في اللغات فدرست في البداية اللغة الإسبانيّة ثمّ درست لاحقًا اللغة الإنجليزيّة في الجامعة الأردنيّة.

## المسيرة

### البداية
اقتحمت رنا سمارة عالَم الكتابة والنشر والتأليف في سنّ مبكرة فترجمت بعض الكُتيّبات الصغيرة والقصيرة وقد ساعدتها دراستها الجامعيّة للغتين الإسبانيّة والإنجليزيّة في هذا. تُركّز رنا في أعمالها على المواضيع الاجتماعية حيث تُصنّف معظم رواياتها تحتَ الإطار الاجتماعي. تتناولُ سمارة عادةً في كتبها تفاصيل العلاقات العاطفية، والحياة الزوجية، والانفصال (من وجهة نظر الرجل في الغالب)، كما تتحدث عن مدى تأثير الأزمة المادية العالمية على كثيرٍ من العلاقات الإنسانية.
تقومُ رنا سمارة بين الفينة والأخرى بنشر مقالاتٍ في عددٍ من المواقع على الإنترنت وكذا في الصحف والجرائد المحليّة في الأردن وفي الإمارات العربيّة المتحدة. بالإضافةِ للمقلات، تكتب وتنشر رنا الخواطر والنصوص الشعرية على مدونتها على الإنترنت، عدا عن متابعتها الدائمة ونشرها لنصوص تكتبها على صفحتها الرسمية على موقع التواصل الاجتماعي فيسبوك.

### النتاج الأدبي
يُعتبر كتاب «أنتِ في عيوني» الذي نشرتهُ الكاتبة رنا سمارة عن دار أزمنة للنشر والتوزيع (الترقيم الدولي: 9789957093709) في وقتٍ ما من عام 2009 أحد أشهر أعمال الكاتبة الأردنيّة إن لم يكن أشهرها إطلاقًا. تتناول رواية أنتَ في عيوني قصص ثلاثة أشخاص يعيشون في مدينة عمان من جيل الشباب، معبرة عن المشاعر العاطفية، الدينية، الوطنية، الإنسانية التي يختبرونها في هذه المرحلة من حياتهم. تقترب الرواية من مجتمع الشباب في الجامعة، وتصور الأحداث فيه بطريقة أقرب إلى التصوير التلفزيوني. تتناول الرواية تحديدًا قصّة زياد الصحفي والإعلامي وأستاذ الإعلام في الجامعة الذي تربطه قصة حبّ مع المحامية ريم مبينة صراعه للثبات على مبادئه في زمن لم يعد للمبدأ قيمة فيه كما ترى الكاتبة، وتتناول أيضًا قصة أحمد ورحلته في البحث عن مفهوم السعادة والأمان وتخبطه ما بين الالتزام الديني والانحراف. تتناولُ الرواية أيضًا علاقة الحب بين سامي وحنين ممثلةً الوحدة الوطنية في الأردن، كما تتطرق للمرحلة التي حدثت فيها التفجيرات في فنادق عمان، وكيف أثرت تلك التفجيرات في تغيير مسار حياة كل من الشخصيات.

## آراء
تقولُ رنا سمارة أنَّ الكتابة هي شغفها في هذه الحياة، حيث تعتبرُ الكتابة وبشكلٍ أقل القراءة ما تتنفس به، وتحلمُ بأن تترك علامة فارقة في هذه الدنيا أثناء وجودها بها. تحدثت رنا في بعض أعمالها على فترة مرحلة تفجيرات فنادق عمان، وكيف أثرت هذه التفجيرات في تغيير مجرى حياة كل شخصية من الشخصيات التي وردت في روايتها.
حصلت رنا منذ بدايةِ مسيرتها المهنيّة في عالَم الكتابة على دعمِ عددٍ من الكتاب والكاتبات لعلَّ أبرزها الكاتبة عروب صبح الذي افتتحت حفل توقيع كتاب رنا الأول، بل عبَّرت عن دعمها لها إيمانها بموهبتها، كما تحدثت عن الرواية مبينة كيفية محاكاتها لقصص الشباب الواقعية في مدينة عمان. دعمَ رنا الكاتب الصحفي عبد الهادي راجي المجالي الذي أبدى في وقتٍ ما إعجابه بالإنجاز الذي استطاعت سمارة تحقيقه نظرًا لصغر عمرها وقصر تجربتها وتندفاعها للكتابة والثقافة وسط جيل منشغل بالاهتمام بالأمور السطحيّة كما قال في حوارٍ صحفيّ.[بحاجة لمصدر]
أُعجب بعض النقاد بما سمَّوه الأسلوب الفني الكلاسيكي التي تمتازُ به رنا في أعمالها بما في ذلك روايتها «أنتِ في عيوني»، كما أشاد بعضهم بلغتها الروائيّة التي لا تخلو – بحسبهم – من الشعرية والرومانسية العالية، في حين أبدى آخرون إعجابهم في كيف استطاعت الكاتبة في روايتها الأولى الكشف عن الخلل الذي يعتري مجتمع الشباب في الوسط الجامعي وعالجت قضاياهم الإنسانية واقتربت فيها من بعض القضايا الوطنية، واستشهدت في مفاصل الرواية ببعض القصائد لشعراء مثل نزار قباني ومحمود درويش ما أعطى أجواء الأحداث داخل الرواية من خلال الشخصيات التي رسمتها بدقة متناهية بعدا ثقافيا وفنيا ودلاليا كما ذكروا.
تعتمدُ رنا سمارة في أسلوبها على سرد المشاهد السريعة المتقطعة على شكل مشاهد تلفزيونية، كما تُدخل في العادة مقاطع نصيّة أو شعرية لكبار الشعراء والكتاب لها علاقة بالمضمون، أمَّا هدفها الأول في رواياتها فهو الإجابة عن الأسئلة التي تدور في ذهنها من خلال صياغة قصّة لها أحداثها الخاصة.
ترى رنا سمارة أنَّ تجربتها في الجامعة أثرت على نقاط عدة في رواياتها مثل المواضيع الدينية والاجتماعية والسياسية والإنسانية التي يواجهها الشباب، بل إن هذه التجربة – بحسبها – دفعتها إلى التركيز على القضايا بلا تنظير وقيم مثالية غير قابلة للتطبيق، حيث أرادتْ توصيل الفكرة بالطريقة التي يفكر بها الشباب. لا تكتبُ رنا في العادة روايات أو مواضيع سياسيّة ومع ذلك فقد تحدث في أكثر من مناسبة عمَّا تُسمّيه «الأعمال الإجرامية» التي هزت المجتمع الأردني ومشاعره، وكيف غيرت بحسبها هذه التفجيرات مجرى حياة الكثير، بل كيف لعبت هذه التفجيرات دورًا كبيرًا في تعميق الوحدة الوطنيّة.

## قائمة أعمالها
هذه قائمةٌ بأبرز أعمال الكاتبة والمؤلِّفة الأردنيّة رنا سمارة:
- أنتِ في عيوني[18]